# Manjalumoodu
Manjalumoodu es una  ciudad censal situada en el distrito de Kanyakumari en el estado de Tamil Nadu (India). Su población es de 6840 habitantes (2011).

## Demografía
Según el censo de 2011 la población de Manjalumoodu era de 6840 habitantes, de los cuales 3300 eran hombres y 3540 eran mujeres. Manjalumoodu tiene una tasa media de alfabetización del 83,87%, superior a la media estatal del 80,09%: la alfabetización masculina es del 87,07%, y la alfabetización femenina del 80,91%.